# Hrabstwo Musselshell
Hrabstwo Musselshell (ang. Musselshell County) – hrabstwo w stanie Montana w Stanach Zjednoczonych. Obszar całkowity hrabstwa obejmuje powierzchnię 1870,91 mil² (4845,63 km²). Według szacunków United States Census Bureau w roku 2009 miało 4600 mieszkańców. Jego siedzibą jest Roundup.
Hrabstwo powstało w 1911 roku.

## Miasta
- Melstone
- Roundup

## CDP
- Camp Three
- Klein
- Musselshell